# Diocèse de Limoux

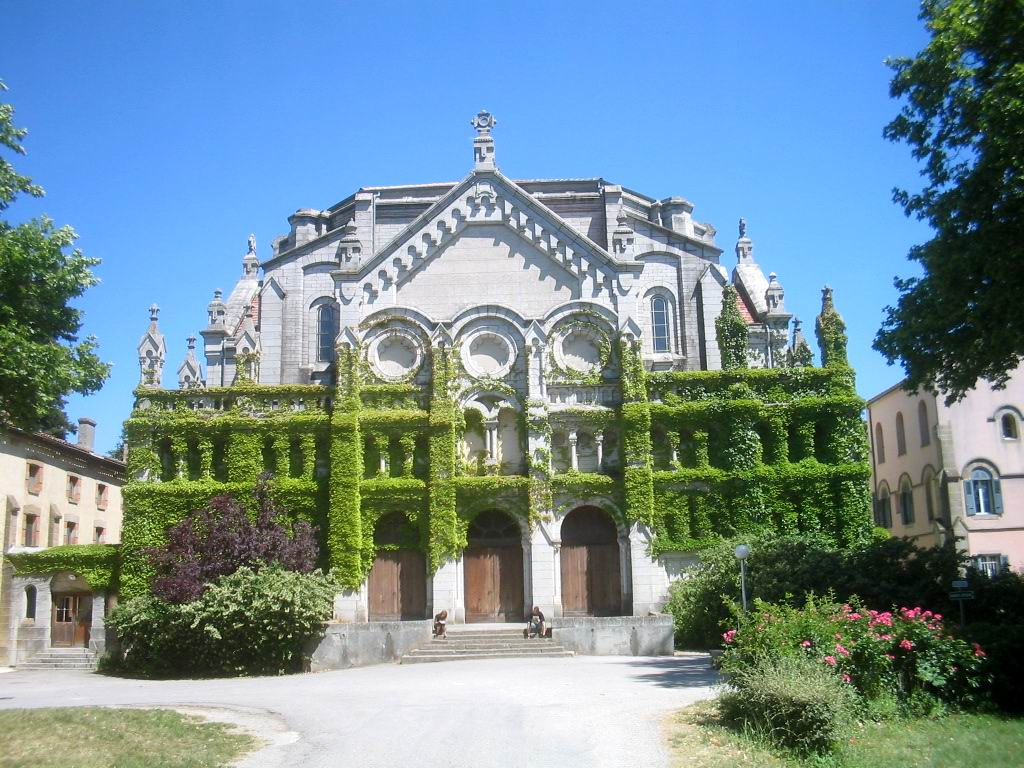
L'église abbatiale Notre-Dame de Prouilhe

Le diocèse de Limoux (latin : dioecesis Limosensis) est un ancien diocèse de l'Église catholique, suffrageant de Narbonne.

## Territoire
Le territoire du diocèse était situé dans l'actuel département français de l'Aude. Son siège était la ville de Limoux, dont l'église Saint-Martin tenait lieu de cathédrale.

## Histoire
Le diocèse de Limoux fut créé le 20 août 1317 par la bulle Salvator noster du pape Jean XXII, par démembrement de l'archidiocèse de Narbonne. L'objectif du pape était de limiter le pouvoir des archevêques de Narbonne par un partage des bénéfices ecclésiastiques, de subdiviser le vaste territoire de l'archidiocèse pour mieux combattre les hérésies qui ravageaient le sud de la France, et d'améliorer la discipline ecclésiastique en limitant des revenus de la mense épiscopale qui était parmi les plus rémunératrices du royaume.
L'église paroissiale Saint-Martin, qui faillit être érigée en cathédrale du nouveau diocèse, était la propriété du monastère dominicain de Prouilhe, aujourd'hui dans la commune de Fanjeaux. Le 1er septembre 1317, le pape nomma Guillaume Durand de Saint-Pourçain évêque, et le lendemain, avec le bref Nuperconsiderantes, il chargea trois greffiers de veiller à la bonne exécution de ses ordres.
Cependant, les délégués apostoliques, chargés de délimiter les limites du nouveau diocèse et de procéder à la répartition des biens de la table épiscopale, se heurtèrent à de nombreuses difficultés, soulevées notamment par l'archevêque de Narbonne et les religieuses dominicaines de Prouilhe. L'archevêque aurait en effet perdu une grande partie des revenus de sa mense épiscopale. Les religieuses auraient aussi dû céder une importante source de revenus, sans espoir d'être dédommagées de quelque manière que ce soit.
Le pape céda en supprimant le diocèse le 28 février 1318 avec la bulle Alma mater Ecclesia, et son territoire se fondit à nouveau dans celui de Narbonne. Au même moment, deux nouveaux diocèses sont érigés, Alet et Saint-Pons-de-Thomières, mais avec des territoires différents de ceux du diocèse de Limoux.

## Liste des évêques
- Guillaume Durand de Saint-Pourçain † (1er septembre 1317 - 14 février 1318 où il est nommé évêque du Puy )